# Spickard (Misuri)
Spickard es una ciudad ubicada en el condado de Grundy en el estado estadounidense de Misuri. En el Censo de 2010 tenía una población de 254 habitantes y una densidad poblacional de 155,42 personas por km².

## Geografía
Spickard se encuentra ubicada en las coordenadas 40°14′35″N 93°35′32″O / 40.24306, -93.59222. Según la Oficina del Censo de los Estados Unidos, Spickard tiene una superficie total de 1.63 km², de la cual 1.63 km² corresponden a tierra firme y (0%) 0 km² es agua.

## Demografía
Según el censo de 2010, había 254 personas residiendo en Spickard. La densidad de población era de 155,42 hab./km². De los 254 habitantes, Spickard estaba compuesto por el 98.43% blancos, el 0% eran afroamericanos, el 0% eran amerindios, el 0% eran asiáticos, el 0% eran isleños del Pacífico, el 0.39% eran de otras razas y el 1.18% pertenecían a dos o más razas. Del total de la población el 1.57% eran hispanos o latinos de cualquier raza.